# Claudio Martínez Mehner
Claudio Martínez Mehner (Bremen (Alemanya), 1970), és un pianista de música clàssica i professor de piano espanyol.

## Trajectòria
Claudio Martínez Mehner va néixer al si d'una família hispano-alemanya. Va estudiar al Real Conservatori Superior de Música de Madrid amb Amparo Fuster, Pedro Lerma i Joaquín Soriano. Va actuar com a viola en la jove orquestra espanyola i com a violinista, viola i clavecinista en l'orquestra del Col·legi Alemany de Madrid.
Va continuar els seus estudis de piano al Conservatori Chaikovski de Moscou i a l'Escola Superior de Música Reina Sofia de Madrid amb Dmitri Bashkirov. Posteriorment va aprofundir els seus estudis de piano a la Universitat de Música de Friburg amb Vitaly Margulis, a la "Fondazione per il Pianoforte" de Como (Itàlia) i al Conservatori Peabody de Baltimore (EUA) amb Leon Fleisher. També va assistir a classes magistrals amb, entre d'altres, Murray Perahia, Fou Ts'ong, Alexis Weissenberg, Karl-Ulrich Schnabel, Dietrich Fischer-Dieskau, Mstislav Rostropovich i György Kurtág. Durant diversos anys va rebre periòdicament lliçons de Ferenc Rados.
Als 13 i 15 anys, Claudio Martínez va guanyar el primer premi en el concurs nacional de música juvenil.
 El 1990 va ser finalista al Concurs de piano Paloma O'Shea de Santander. Uns anys més tard va obtenir primers premis en els concursos internacionals de piano Pilar Bayona de Saragossa (1992), la Fundació Chimay de Bèlgica (1993) i Dino Ciani de Milà (1993).
Com a solista, Claudio Martínez s'ha presentat a Europa, Estats Units, Rússia i Japó amb reconegudes orquestres com la Filharmònica de Munic, la Filharmònica de Moscou, la Filharmònica del Teatre Alla Scala, l'Orquestra de Cambra d'Escòcia i l'Orquestra Norddeutscher Rundfunk. Claudio Martínez Mehner també ha destacat com a músic de cambra. Ha donat recitals de piano-violí al costat de la seva germana Vera Martínez Mehner, primera violí del Quartet Casals. Amb el Quartet Casals va gravar el Quintet amb piano en fa menor op.34 de Johannes Brahms.
Claudio Martínez va treballar durant molt de temps com a professor de piano com a ajudant de Dmitri Bashkirov a l'Escola Superior de Música Reina Sofia de Madrid. Posteriorment va treballar com a professor de piano al Conservatori Superior de Música de Salamanca i al Conservatori Superior d'Aragó de Saragossa. Claudio Martínez ensenya actualment a la Universitat de Música i Dansa de Colònia i a la Universitat de Música de Basilea.